# Liste der Naturdenkmale in Löbnitz (Sachsen)

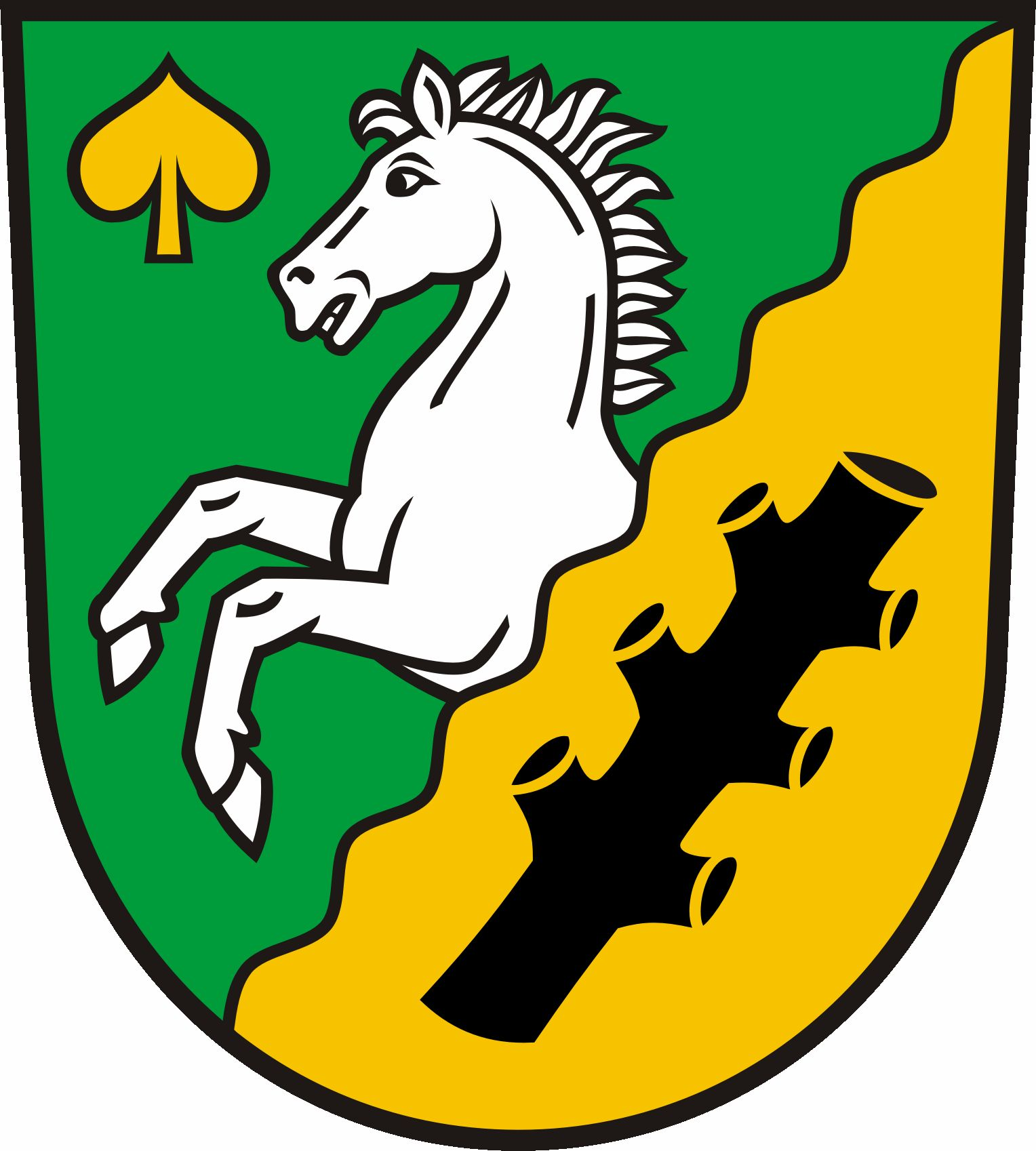
Wappen von Löbnitz

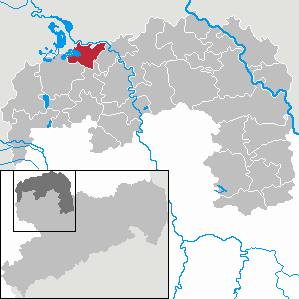
Lage von Löbnitz

In der Liste der Naturdenkmale in Löbnitz (Sachsen) werden die Einzel-Naturdenkmale, Geotope und Flächennaturdenkmale auf dem Gebiet der nordsächsischen Gemeinde Löbnitz und ihren Ortsteilen Löbnitz, Reibitz, Roitzschjora und Sausedlitz aufgeführt.
Bisher sind lt. Quellen 2 Einzel-Naturdenkmale, 0 Geotope und 4 Flächennaturdenkmale bekannt und hier aufgelistet.

## Definition
„Gesetz über Naturschutz und Landschaftspflege (BNatSchG), § 28 Naturdenkmäler:
 Naturdenkmäler sind rechtsverbindlich festgesetzte Einzelschöpfungen der Natur oder entsprechende Flächen bis zu fünf Hektar, deren besonderer Schutz erforderlich ist
1. aus wissenschaftlichen, naturgeschichtlichen oder landeskundlichen Gründen oder
2. wegen ihrer Seltenheit, Eigenart oder Schönheit.“

„SächsNatSchG, § 18 Naturdenkmäler (zu § 28 BNatSchG):
1. Die Erklärung nach § 22 Abs. 1 BNatSchG von Teilen von Natur und Landschaft als Naturdenkmal erfolgt durch Rechtsverordnung oder Einzelanordnung.
2. Über § 28 Abs. 1 BNatSchG hinaus können Naturdenkmäler zur Sicherung von Lebensgemeinschaften oder Lebensstätten von im Bestand gefährdeten oder streng geschützten Arten festgesetzt werden.“

## Einzel-Naturdenkmale
Link zu einem Kartenansichtstool, um Koordinaten zu setzen.
| Bild                          | Bezeichnung            | Lage                                                              | Beschreibung | Datum | Nummer  |
| ----------------------------- | ---------------------- | ----------------------------------------------------------------- | --- | ----- | ------- |
| mehr Fotos \| Fotos hochladen | Winterlinde Sausedlitz | Sausedlitz bei Haus Flurstr. 7 (51° 34′ 17,4″ N, 12° 25′ 31,1″ O) | Winterlinde (Tilia cordata) im Ortsteil Sausedlitz, Baum befindet sich auf der Ostseite Flurstraße halb auf dem Gehweg, neben Grundstück Haus Nr. 7 01.07.2025 Ergänzung von Radler59: Die Winterlinde ist bei einem Sturm Ende 2023 umgefallen. |       | nso:32  |
| mehr Fotos \| Fotos hochladen | Dorf-Eiche Sausedlitz  | Sausedlitz Dorfstr. (51° 34′ 13,1″ N, 12° 25′ 38,1″ O)            | Dorf-Eiche, ist eine Stieleiche (Quercus robur) im Ortsteil Sausedlitz, Ecke Dorfstraße / Flurstraße gegenüber dem historischen Dorfbrunnen (Kulturdenkmal-ID: 08972022)                                                                         |       | nso:124 |

## Flächen-Naturdenkmale
Link zu einem Kartenansichtstool, um Koordinaten zu setzen.
| Bild                          | Bezeichnung       | Lage                                                          | Beschreibung | Datum      | Nummer          |
| ----------------------------- | ----------------- | ------------------------------------------------------------- | --- | ---------- | --------------- |
| BW                            | Jagdhütte         | Reibitz (51° 34′ 12″ N, 12° 28′ 5″ O)                         | Jagdhütte Reibitz (Fläche: 4,96 ha; Umfang: 1.055 m) Das Gebiet an der Jagdhütte befindet sich ca. 1,5 km nordöstlich von Reibitz und ist ein gemischtes Wald- und Wiesenareal bestehend aus Erlenbruchwald und naturnahen Kleingewässerflächen südlich des in Ost-West-Richtung verlaufenden Zschernegraben. Es ist Teil des Landschaftsschutzgebiet „Leinetal“ und das Vorkommen des Biber (Castor fiber) wird dort von der „Sächsische Landesstiftung Natur und Umwelt“ betreut.  | 28.02.1996 | nso:168 tdo: 19 |
| mehr Fotos \| Fotos hochladen | Mittelteich       | Reibitz (51° 33′ 13″ N, 12° 28′ 34″ O)                        | Mittelteich Reibitz (Fläche: 4,81 ha; Umfang: 1.165 m) Der Mittelteich östlich von Reibitz ist mit seinen anliegenden nördlichen und östlichen Feuchtgebieten am Teichwiesengraben ein naturnaher Grundwasserteich, welcher zum Landschaftsschutzgebiet „Leinetal“ gehört und Teil des EU-Vogelschutzgebiet „Kämmereiforst und Leineaue“ sowie des FFH-Gebiet „Leinegebiet“ ist. Ein Auftreten des Kammmolch (Triturus cristatus) konnte nachgewiesen werden.                        | 18.09.1991 | nso:169 tdo: 20 |
| BW                            | Am Mittelteich    | Reibitz nördlich Mittelteich (51° 33′ 17,5″ N, 12° 28′ 35″ O) | Am Mittelteich Reibitz (Fläche: 2,12 + 0,18 ha; Umfang: 1.136 + 181 m) zweiteiliges Feuchtgebiet am Mittelteich; nördliches Teilgebiet umfasst den Feuchtwald am nördlichen Zulauf zum Mittelteich und östliches Teilgebiet das Waldstück am Zulauf des Teichwiesengraben (siehe). Das Gebiet ist Teil des Landschaftsschutzgebiet „Leinetal“ und befindet sich im EU-Vogelschutzgebiet „Kämmereiforst und Leineaue“ sowie im FFH-Gebiet „Leinegebiet“.                              | 28.02.1996 | nso:170 tdo: 18 |
| mehr Fotos \| Fotos hochladen | Teichwiesengraben | Reibitz (51° 33′ 13,5″ N, 12° 28′ 55″ O)                      | Teichwiesengraben Reibitz (Fläche: 3,8 ha; Umfang: 1.612 m) ist ein Feuchtgebiet entlang des östlichen Zulauf des Mittelteich, während der östliche Teil im Gemeindegebiet Schönwölkau (siehe) liegt, befindet sich der westliche Übergang zum Feuchtwald am FND „Am Mittelteich“ (siehe). Das gesamte Gebiet ist Teil des Landschaftsschutzgebiet „Leinetal“ und der Westteil befindet sich im EU-Vogelschutzgebiet „Kämmereiforst und Leineaue“ sowie im FFH-Gebiet „Leinegebiet“. | 28.02.1996 | nso:171 tdo: 21 |

## Ehemalige Naturdenkmale
Link zu einem Kartenansichtstool, um Koordinaten zu setzen.
| Bild | Bezeichnung  | Lage                                                          | Beschreibung | Datum | Nummer |
| ---- | ------------ | ------------------------------------------------------------- | --- | ----- | ------ |
| BW   | Luther-Eiche | Löbnitz östlich Schlossteich (51° 35′ 42,2″ N, 12° 27′ 49″ O) | die Luther-Eiche in Löbnitz, war eine angeblich 700 Jahre alte Stieleiche (Quercus robur) im ehemaligen Schlossgarten östlich des Schloss Löbnitz am Ostufer des Schlossteich; der Baum wurde 2012 durch einen Blitzschlag zerstört, zuvor war der Baum fälschlicherweise als Traubeneiche bezeichnet, war aber 1994 schon hohl und ausgebrannt, aber noch als Stamm mit einem Seitentrieb vorhanden. Lt. einer Chronik soll Luther im Schatten des Baumes mit Ave von Schönfeld 1523 den Psalm 111 übersetzt haben. | †2012 | nso:29 |